# Squalus notocaudatus
Squalus notocaudatus é uma espécie de tubarão da família Squalidae. A espécie foi proposta em 1994 como Squalus "sp. nov. A", sendo descrita formalmente apenas em 2007.
É endémica da Austrália, onde pode ser encontrada na região central de Queensland próximo a Flinders Reef (ca. 17° S) e Rockhampton. Os seus habitats naturais são: mar aberto.